# Hoa hậu Chuyển giới Quốc tế 2005
Hoa hậu Chuyển giới Quốc tế 2005 là cuộc thi Hoa hậu Chuyển giới Quốc tế lần thứ 2 được tổ chức tại Pattaya, Thái Lan vào ngày 29 tháng 10 năm 2005. Hoa hậu Chuyển giới Quốc tế 2004 - Treechada Petcharat đến từ Thái Lan đã trao lại vương miện cho người kế nhiệm, cô Mimi Marks đến từ Hoa Kỳ.

## Kết quả
| Kết quả                          | Thí sinh |
| -------------------------------- | --- |
| Hoa hậu Chuyển giới Quốc tế 2005 | - Hoa Kỳ - Mimi Marks |
| Á hậu 1                          | - Hàn Quốc - Yu-Ri |
| Á hậu 2                          | - Thái Lan - Tiptantree Rujiranon |
| Top 5                            | - Hoa Kỳ - Victoria Ral - Brazil - Andressa Piovani                                                                                               |
| Top 10                           | - Philippines - Scan Pacifico - Philippines - Anna Marie Gauten - Hoa Kỳ - Tiffany Ross - Philippines - Mika Loc Adriano - Hoa Kỳ - Zsane Braxton |

## Các giải thưởng phụ
| Giải thưởng                 | Thí sinh                         |
| --------------------------- | -------------------------------- |
| Trang phục Dạ hội đẹp nhất  | - Hoa Kỳ – Mimi Marks            |
| Hoa hậu Ảnh                 | - Philippines – Mary Jane Castro |
| Hoa hậu Thân thiện          | - Indonesia – Olivia Lauren      |
| Trang phục Dân tộc đẹp nhất | - Hàn Quốc – Yu Ri               |
| Hoa hậu Tài năng            | - Hoa Kỳ – Tiffany Ross          |

## Thí sinh tham gia
Cuộc thi tổng cộng có 18 thí sinh tham gia:
| Quốc gia    | Thí sinh             |
| ----------- | -------------------- |
| Malaysia    | Ally Arena Tech      |
| Philippines | Mary Jane Castro     |
| Nhật Bản    | Kanon Maruyama       |
| Lào         | Chantha Petchsrikwa  |
| Philippines | Sara Gomiz Trono     |
| Nhật Bản    | Tsukasa Yamazaki     |
| Brasil      | Andressa Piovani     |
| Đức         | Ireen Sue            |
| Hoa Kỳ      | Victoria Ral         |
| Philippines | Scan Pacifico        |
| Indonesia   | Olivia Lauren        |
| Hàn Quốc    | Yu-Ri                |
| Thái Lan    | Tiptantree Rujiranon |
| Hoa Kỳ      | Tiffany Ross         |
| Hoa Kỳ      | Mimi Marks           |
| Philippines | Anna Marie Gauten    |
| Hoa Kỳ      | Zsane Braxton        |
| Philippines | Mika Loc Adriano     |

## Chú Ý

#### Tham gia lần đầu
- Brazil
- Hoa Kỳ

#### Bỏ cuộc
- Hồng Kông
- Singapore
- Đài Loan
- Ấn Độ